# Горња Слапница
Горња Слапница је насељено мјесто у Општини Велика Кладуша, Унско-сански кантон, ФБиХ.

## Географија
Горња Слапница се налази у Општини Велика Кладуша, близу насеља Мала Кладуша, удаљена је од ње 2 километра. Налази се на надморској висини од 275 метара. Од Велике Кладуше је ваздушном линијом удаљена око 6.500 метара (6,5 километара). Насељено мјесто је 1991. године имало 814 становника, а 2013. године 625 становника .

## Демографија
| Националност | 1991. | 1981. | 1971. |
| Муслимани    | 810   | 718   | 621   |
| Срби         | 2     | 0     | 0     |
| Хрвати       | 0     | 0     | 0     |
| Југословени  | 0     | 8     | 0     |
| остали       | 2     | 0     | 5     |
| Укупно       | 814   | 726   | 626   |